# فقد الشم
فقد الشم أو فقد حاسة الشم أو اللاشمية أو الخشام أو الخشم أو أنوسميا anosmia: هي حالة خسارة أو فقدان حاسة الشم المعروفة علميا باسم أنوسميا، مفردات مرتبطة (هيبوسميا) نقصان في حاسة الشم وهيبروسميا زيادة في حاسة الشم، الانوسميا قد تكون فقدان مؤقت لحاسة الشم ناتج عن أسباب متعددة قد تكون بسبب التهابات الجيوب الأنفية، أو بسبب الحساسية التي تصيب الأنف أو بسبب التدخين وفي حالات أخرى قد تكون دلالة مبكرة للأصابة بمرض الخرف (الزهايمر) أو (الباركنسون).
فقدان حاسة الشم قد يكون خطيرًا في حال عدم القدرة على اشتمام غاز الاشتعال وبالتالي التعرض لحوادث، ويؤثر فقدان حاسة الشم على القدرة الجنسية لكن هذا لا ينطبق على الانوسميا الخلقية أي التي تأتي مع الولادة.
التشخيص:
الأنوسميا يشخصها الأطباء عن طريق اختبار الأسيتيل سيستاين.

## الأسباب
يمكن أن يحدث فقدان مؤقت للشم بسبب انسداد الأنف أو العدوى. في المقابل، قد يحدث فقدان دائم للشم بسبب موت أعصاب مستقبلات حاسة الشم في الأنف أو بسبب إصابة الدماغ التي يكون فيها تلف في العصب الشمي أو تلف مناطق الدماغ التي تعالج الرائحة (انظر نظام حاسة الشم). يشار إلى عدم وجود حاسة الشم عند الولادة، والتي عادة ما تكون بسبب عوامل وراثية، باسم فقدان الشم الخلقي.  غالبًا ما يتم العثور على أفراد عائلة المريض الذين يعانون من هذا الاضطراب مع تواريخ مماثلة؛  هذا يشير إلى أن فقدان الشم قد يتبع نمط وراثي جسمي سائد. قد يكون فقدان الشم من وقت لآخر علامة مبكرة لمرض الدماغ التنكسي مثل مرض باركنسون ومرض الزهايمر.
يمكن أن يكون السبب الآخر لفقدان الشم الدائم هو تلف الخلايا العصبية لمستقبلات حاسة الشم بسبب استخدام أنواع معينة من بخاخات الأنف؛ أي تلك التي تسبب تضيق الأوعية في دوران الأوعية الدقيقة الأنفية. لتجنب مثل هذا الضرر والخطر اللاحق لفقدان الشم، يجب استخدام بخاخات الأنف التي تسبب تضيق الأوعية فقط عند الضرورة القصوى وبعد ذلك لفترة قصيرة فقط. البخاخات التي لا تسبب تضيق الأوعية، مثل تلك المستخدمة لعلاج الاحتقان المرتبط بالحساسية، آمنة للاستخدام لفترات زمنية محددة. يمكن أن يكون سبب فقدان الشم السلائل الأنفية. تم العثور على هذه الاورام الحميدة في الأشخاص الذين يعانون من الحساسية، وتاريخ التهاب الجيوب الأنفية وتاريخ الأسرة.  غالبًا ما يصاب الأفراد المصابون بالتليف الكيسي بالسلائل الأنفية.
أميودارون هو دواء يستخدم في علاج عدم انتظام ضربات القلب. أظهرت دراسة سريرية أن استخدام هذا الدواء يسبب فقدان الشم في بعض المرضى. على الرغم من ندرة حدوث ذلك، كانت هناك حالة تم فيها علاج ذكر يبلغ من العمر 66 عامًا باستخدام أميودارون من أجل تسرع القلب البطيني. بعد استخدام الدواء، بدأ يعاني من اضطراب حاسة الشم، ولكن بعد تقليل جرعة الأميودارون، انخفضت شدة فقدان الشم وفقًا لذلك، مما أدى إلى ربط استخدام الأميودارون بتطور فقدان الشم.

### كوفيد-19وارتباطه بفقدان الشم
الاضطرابات الحسية الكيميائية، بما في ذلك فقدان حاسة التذوق أو الشم، هي الأعراض العصبية السائدة لـ كوفيد-19.  يُظهر ما يصل إلى 80% من مرضى كوفيد-19 بعض التغيرات في حاسة الشم. تم العثور على فقدان الشم أيضًا ليكون أكثر تنبؤًا بـ كوفيد-19 من جميع الأعراض الأخرى، بما في ذلك الحمى أو السعال أو التعب، بناءً على مليوني مشارك في المملكة المتحدة والولايات المتحدة. ازدادت نسبة البحث عن «الشم» و«فقدان الشم» ومصطلحات مماثلة أخرى على محرك البحث غوغل منذ الأشهر الأولى للوباء، وترتبط ارتباطًا وثيقًا بالزيادات في الحالات اليومية والوفيات. البحث في الآليات الكامنة وراء هذه الأعراض لا يزال مستمر حاليا.
في حين أن العديد من البلدان تُدرج فقدان الشم كأحد أعراض كوفيد-19 الرسمية، فقد تم تطوير بعض «اختبارات الشم» كأدوات فحص محتملة.
في عام 2020، تم تشكيل الائتلاف العالمي لأبحاث الحواس الكيميائية وهي منظمة بحثية تعاونية للباحثين في مجال الشم والتذوق الدوليين، للتحقيق في فقدان الشم وأعراض الحسية الكيميائية ذات الصلة.

### الأسباب المحتملة لفقدان الشم تشمل
- عدوى الجهاز التنفسي العلوي (مثل التهاب الجيوب الأنفية ونزلات البرد).
- كوفيد-19.
- السلائل الأنفية.
- قصور الغدد التناسلية.
- صدمة في الرأس وتلف في العظم الغربالي.
- داء جسيمات ليوي.
- أورام الفص الجبهي.
- مضادات حيوية.
- الألم العضلي الليفي.
- تصلب متعدد.
- نقص السكر في الدم.
- داء السكري
- الربو أو الحساسية.
- حساسية الأنف.
- مرض الانسداد الرئوي المزمن (COPD).
- إدمان الكحول على المدى الطويل.
- فقر الدم الخبيث.[17]
- متلازمة كوشينغ.
- التعرض لمادة كيميائية تحرق داخل الأنف.
- سكتة دماغية.
- الصرع.
- العلاج الإشعاعي للرأس والرقبة.
- أمراض الكبد أو الكلى.
- مرض باركنسون.
- مرض الزهايمر.
- السموم (خاصة الأكريلات والميثاكريلات والكادميوم).
- الشيخوخة.
- متلازمة كالمان.